# Spizaetus ornatus
El águila crestuda real, aguililla ornada, togrol, águila copetona real, águila azor galana o águila azor encopetada o Águila Elegante (Spizaetus ornatus) es una especie de ave accipitriforme de la familia Accipitridae que vive en climas tropicales húmedos de América, desde el sur de México y Trinidad y Tobago, hasta el sur de Perú y norte de Argentina. Construye grandes nidos prominentes en los árboles.

## Características
Es una rapaz de tamaño medio a grande de entre 60 a 70 cm de longitud, y un peso que ronda los 1,6 kg. Tiene el dorso de color pardo oscuro o chocolate y alas negras satinadas, algo más grandes que las de un azor; las partes inferiores con un hermoso jaspeado en gruesas bandas blancas y negras; un par de "bigotes" negros que delimitan una gorguera blanca, y una cresta también negra que se yergue cuando se excita. Las patas son recias y correosas, con uñas de un considerable tamaño, emplumadas hasta el torso. El pico largo y los ojos de color ámbar enmarcados por profundos arcos superciliares recuerdan a la cabeza de un águila. En vuelo, las alas anchas y redondeadas así como la cola muestran un diseño en bandas de color similar al de otras rapaces.
Los sexos son similares, pero los pichones tienen la cabeza blanca, y cresta y partes bajas, con el anverso pardo, y barreado solo en flancos y patas.

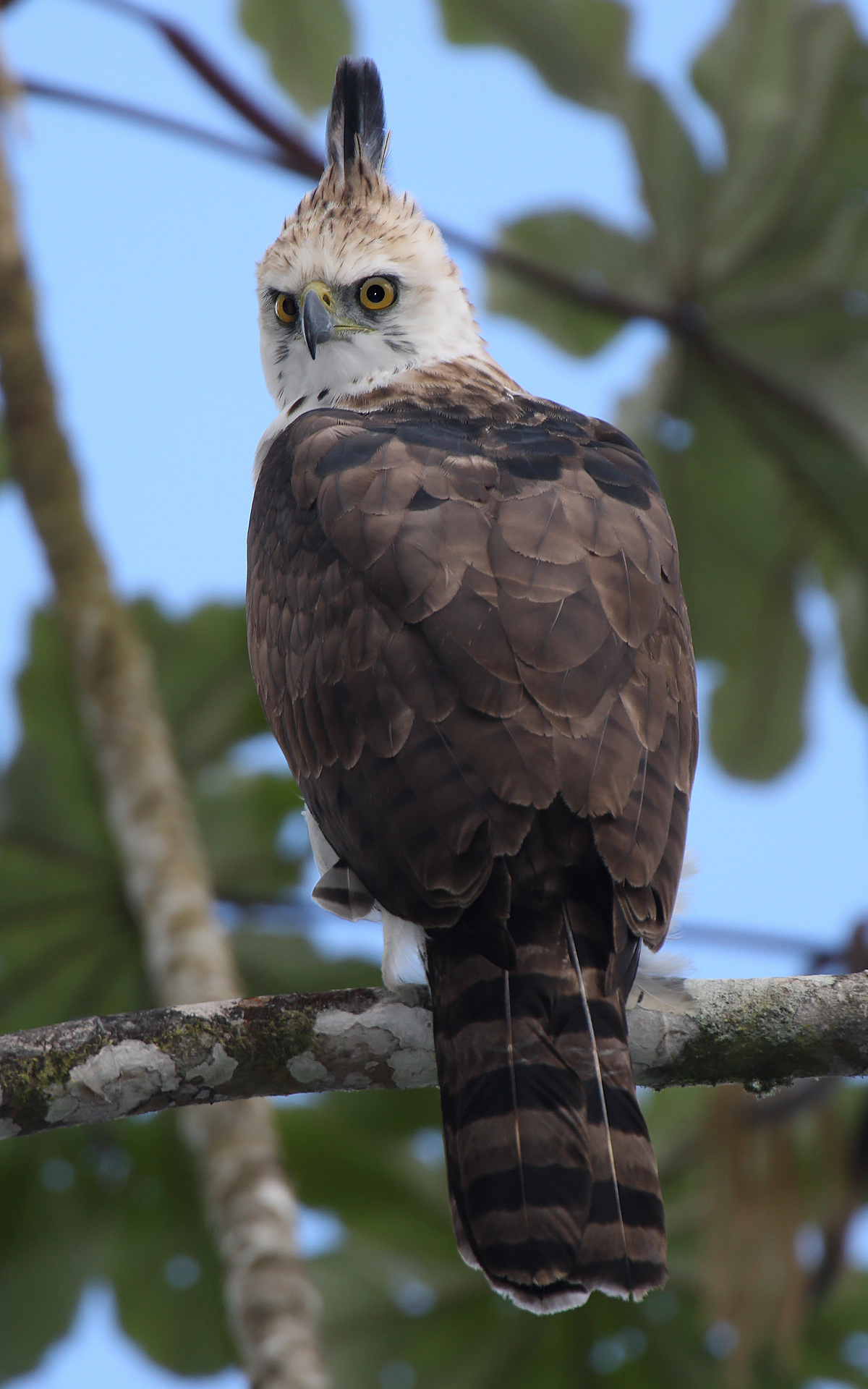
Ejemplar inmaduro

## Reproducción
El vuelo de cortejo del macho es un picado con las alas desplegadas, y una subida,  a veces completando un giro. La pareja le pisa los talones en vuelo. El llamado es un alto e intenso "wi-u  wi-u". Normalmente la nidada es de un solo huevo; excepcionalmente puede ser de dos. La incubación dura un periodo de aproximadamente 48 días, y los polluelos abandonan el nido a los dos o tres meses, pero permanecen en sus proximidades durante el primer año.

## Alimentación
Sus presas son principalmente aves (desde el tamaño de la paloma hasta el de una garza, pasando por gallitos de roca, monos, guacamayos y tucanes), así como mamíferos de tamaño medio y pequeño, reptiles e invertebrados. En México uno fue visto alimentándose de un pavón cornudo, que presuntamente fue asesinado cerca del campamento El Triunfo en Chiapas el 13 de marzo de 2006 (Gómez de Silva 2006). En Belice Russell (1964) vio a un águila halcón adornada capturar un hocofaisán, y otro fue observado mientras intentaba atrapar una serpiente en el agua del río Belice. En Guatemala Kilham (1978) observó un águila crestuda real que intentaba capturar a un adulto de pava moñuda en el parque nacional Tikal. Lyon y Kuhnigk (1985) registraron cinco especies de presas entregadas a un nido en el parque nacional Tikal, y estas incluyeron un joven tinamu, un chachalaca oriental, un joven pava moñuda, una paloma montaraz cabecigrís y una filostómidos. Madrid M. y col. (1992) observaron 83 entregas de presas en seis nidos. La dieta estaba compuesta principalmente por 32 mamíferos (38%) y 32 aves (38.5%), sin identificar el resto de las presas. Las presas de mamíferos incluían 27 ardillas arbóreas (ardilla de Deppe y ardilla de Yucatán), que constituían el 84% de las presas de mamíferos, y un coatí de nariz blanca. Las aves incluyeron pavo ocelado (1), hocofaisán (3), tinamú grande (2) y 27 tucán pico iris. En Panamá Wetmore (1965) vio a uno capturar un martín gigante neotropical  (Ceryle torquatus) en el río Pucro, Darién. En Venezuela La dieta de una pareja que anido estudiada por Naveda-Rodríguez (2004) en el parque nacional Henri Pittier consistió en una mayor proporción de mamíferos que aves, y los roedores fueron las presas más frecuentes. Las especies de presas aviares incluyen loros (Pionus) y oropendolas (Psarocolius) y las especies de presas de mamíferos incluyen ardilla de cola roja  (Sciurus granatensis), Rata de algodón (Sigmodon) y agutí brasileño (Dasyprocta leporina). También se encontraron restos de una iguana verde (Iguana iguana) en el nido. En Brasil Klein et al. (1988) resumieron especies de presas identificadas a partir de huesos en un nido y de observaciones de presas entregadas al nido. Descubrieron que las presas consistían en aves (63.5), pequeños mamíferos (32.7%) y reptiles (4.1%). Las especies de aves incluyeron tinamus (11), guacamayos (2), pavas de monte (12), un tucán, una chachalaca y 4 aves más pequeñas. Los mamíferos incluyeron agutíes (12 de 16 artículos de presas de mamíferos), zarigüeyas (2), un acuchi (1) y un puercoespín. Los reptiles consistían en una serpiente y un lagarto. Sick (1993) declaró que esta especie caza aves, pequeños mamíferos y reptiles en bosques altos, atrapándolos en el suelo o en los árboles. En Perú Robinson (1994) informó numerosas observaciones de intentos de depredación por esta especie en Cocha Cashu Biological Station, parque nacional del Manu, en el sureste de Perú. En dos ocasiones, el aguilá se zambulló desde una percha oculta en el suelo para capturar ratas, y otro fue visto con un roedor del tamaño de una rattus sp. (20-30 cm). En cuatro ocasiones, se observó a las águilas zambullirse en aguas poco profundas para capturar calamoncillo americano (Porphyrula martinica) y un cotara chiricote (Aramides cajanea). Después de tres de estos ataques, el águila se encaramó brevemente en el agua antes de llevar a la presa al bosque. Una fue robado por un Caiman (Caiman crocodilus). Se vio a otro águila en el suelo con una serpiente colubrida de 75 cm, y a otros con un mono ardilla común (Saimiri sciureus) y dos mico bebeleche (Saguinus fuscicollis). Robinson (op cit.) También observó tres fracasos. Ataques contra colonias mixtas de oropéndolas y cacique lomiamarillo (Cacicus cela). Otros ataques infructuosos se realizaron contra trompetero aliblanco (Psophia leucoptera), tropas de monos, guacamayos y periquitos, gallos domésticos y hoacines (Robinson op cit.). Se encontraron restos de un hormiguero pigmeo (Ciclopes didactylus) y el cráneo y el pico de un tucán de Cuvier (Ramphastos cuvieri) debajo de la percha de una hembra en un nido en la reserva nacional Tambopata en el sureste de Perú (Giudice 2007).

## Subespecies
Se conocen dos subespecies de Spizaetus ornatus:
- Spizaetus ornatus vicarius - bosques húmedos desde el sur de México hasta el oeste de Colombia y de Ecuador.
- Spizaetus ornatus ornatus - regiones tropicales desde el norte de Sudamérica hasta el norte de Argentina y sur de Brasil.